# Marianas Trench Marine National Monument
Le Marianas Trench Marine National Monument est un monument national américain désigné comme tel par le président des États-Unis George W. Bush le 6 janvier 2009. Il protège 248 517 km2 de l'océan Pacifique autour des Îles Mariannes du Nord et de Guam.